# Terespol
Pour les articles homonymes, voir Terespol (homonymie).
Terespol ([tɛˈrɛspɔl]) est une ville à l'est de la Pologne, située dans la voïvodie de Lublin, à la frontière avec la Biélorussie. Le Boug y forme la frontière entre les deux pays et sépare Terespol de la ville biélorusse de Brest.
Terespol se trouve sur la route européenne 30 reliant Berlin, Varsovie, Minsk et Moscou.
Elle est une gmina urbaine et le siège administratif (chef-lieu) de la gmina de Terespol, bien que ne faisant pas partie de son territoire.
Elle s'étend sur 10,11 kilomètres2 et comptait une population de 5 886 habitants en 2011.

## Relations internationales

### Jumelages
- Brest (Biélorussie)

## Galerie

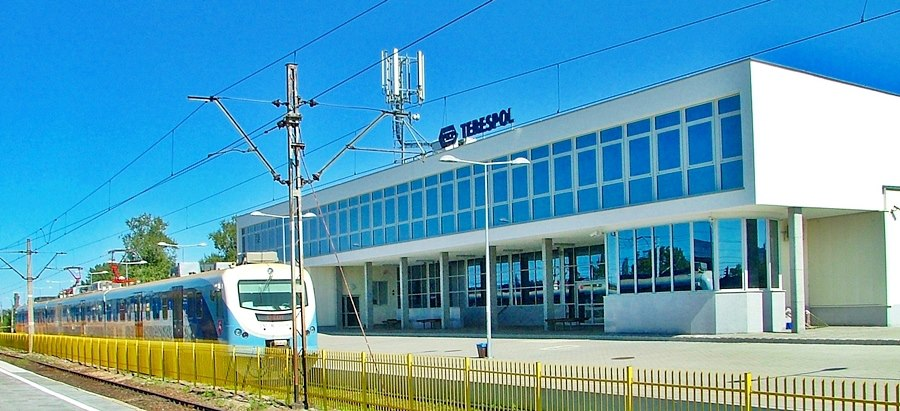
Train à Terespol.
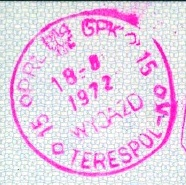
Ancien timbre d'un passeport communiste pour une sortie de Terespol vers Brest.
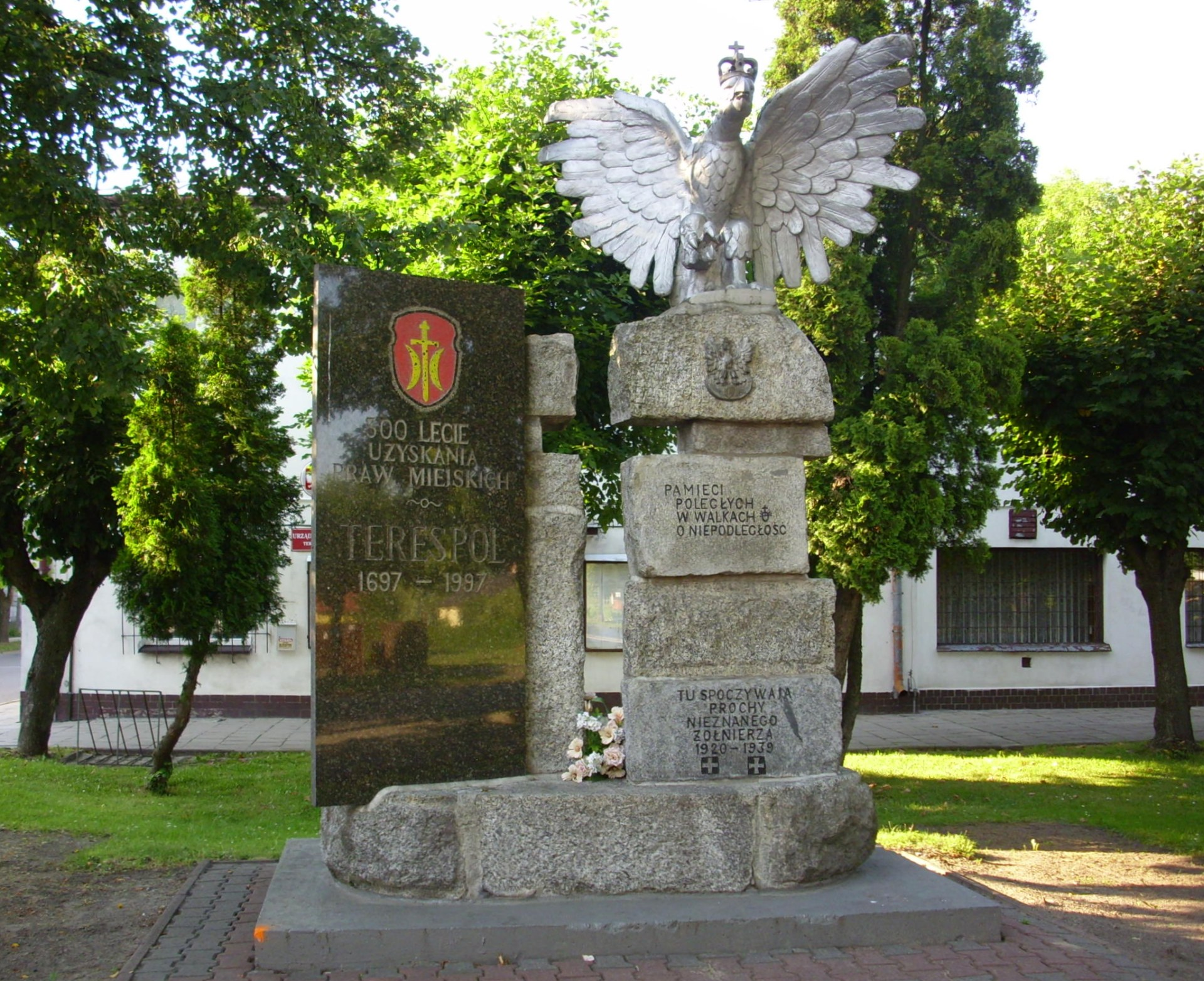
Monument de l'Indépendance.
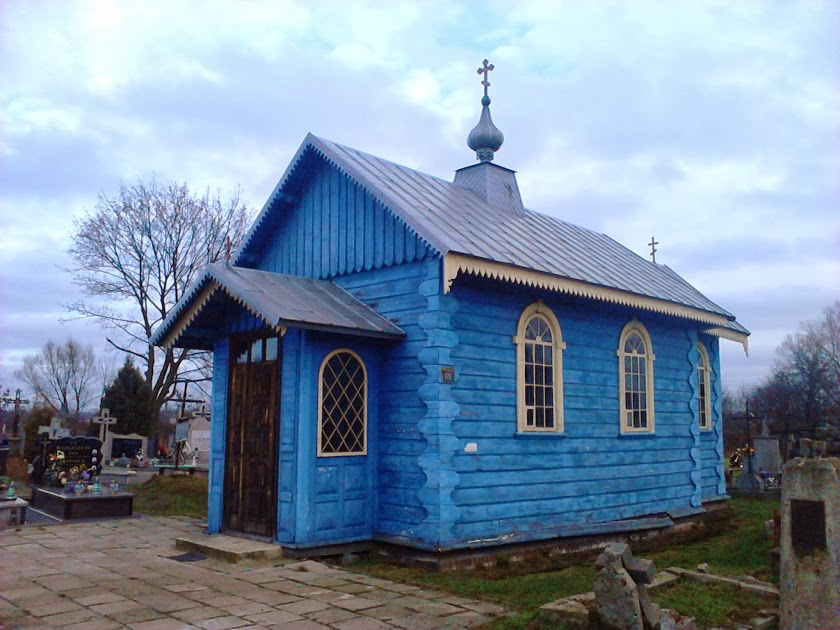
Église orthodoxe.
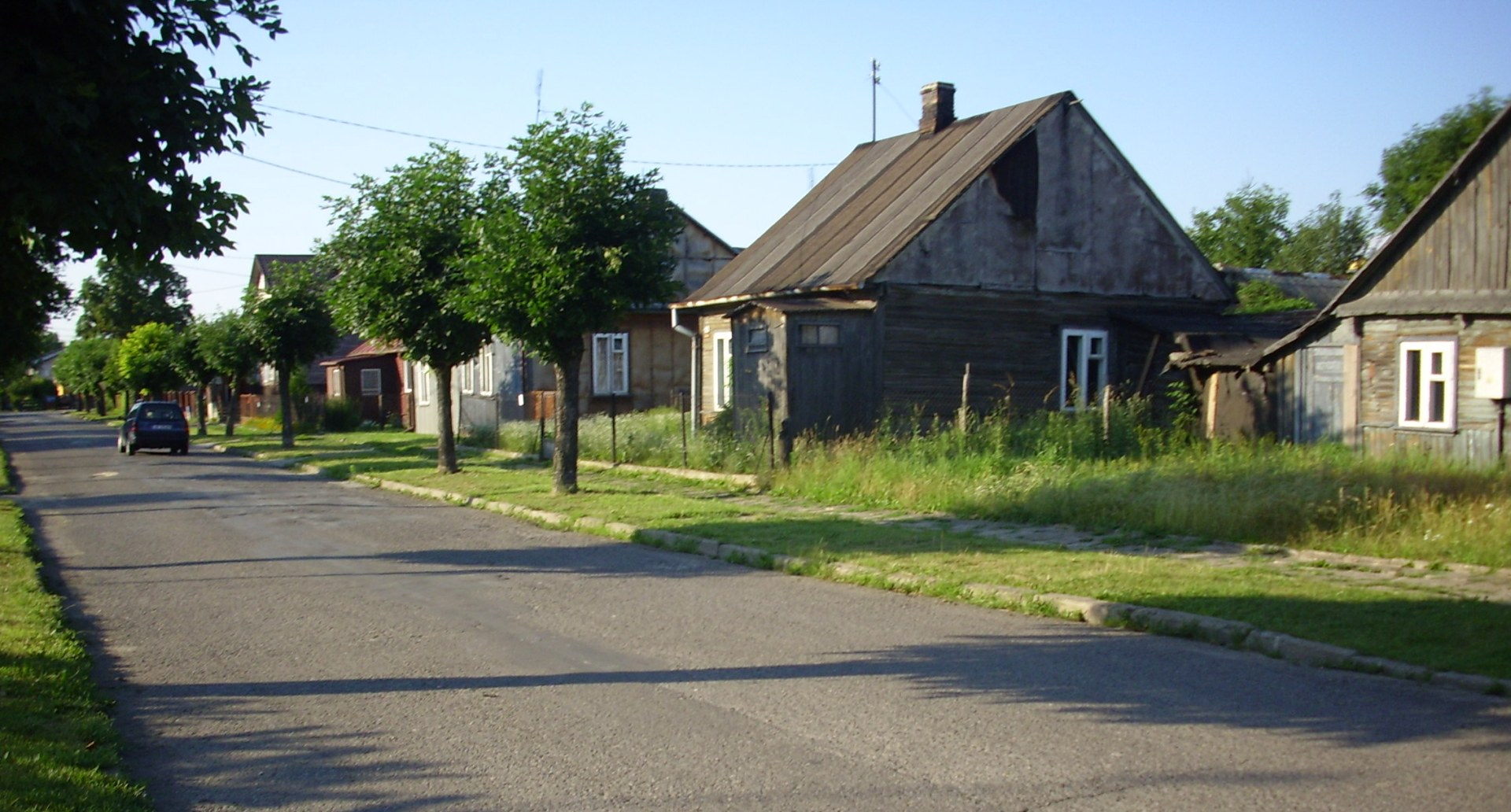
Anciennes maisons en bois.
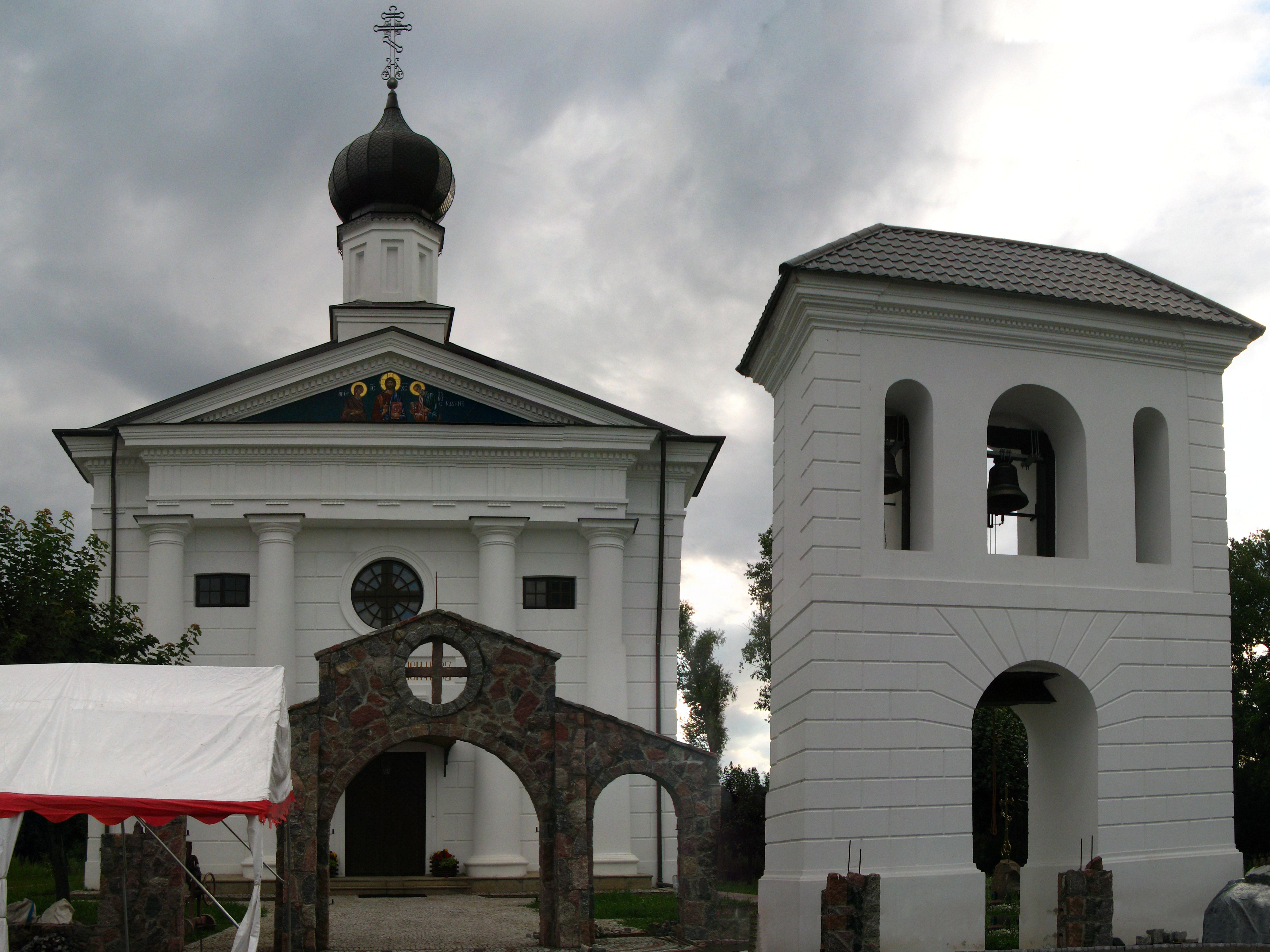
Église Saint-Nicolas.
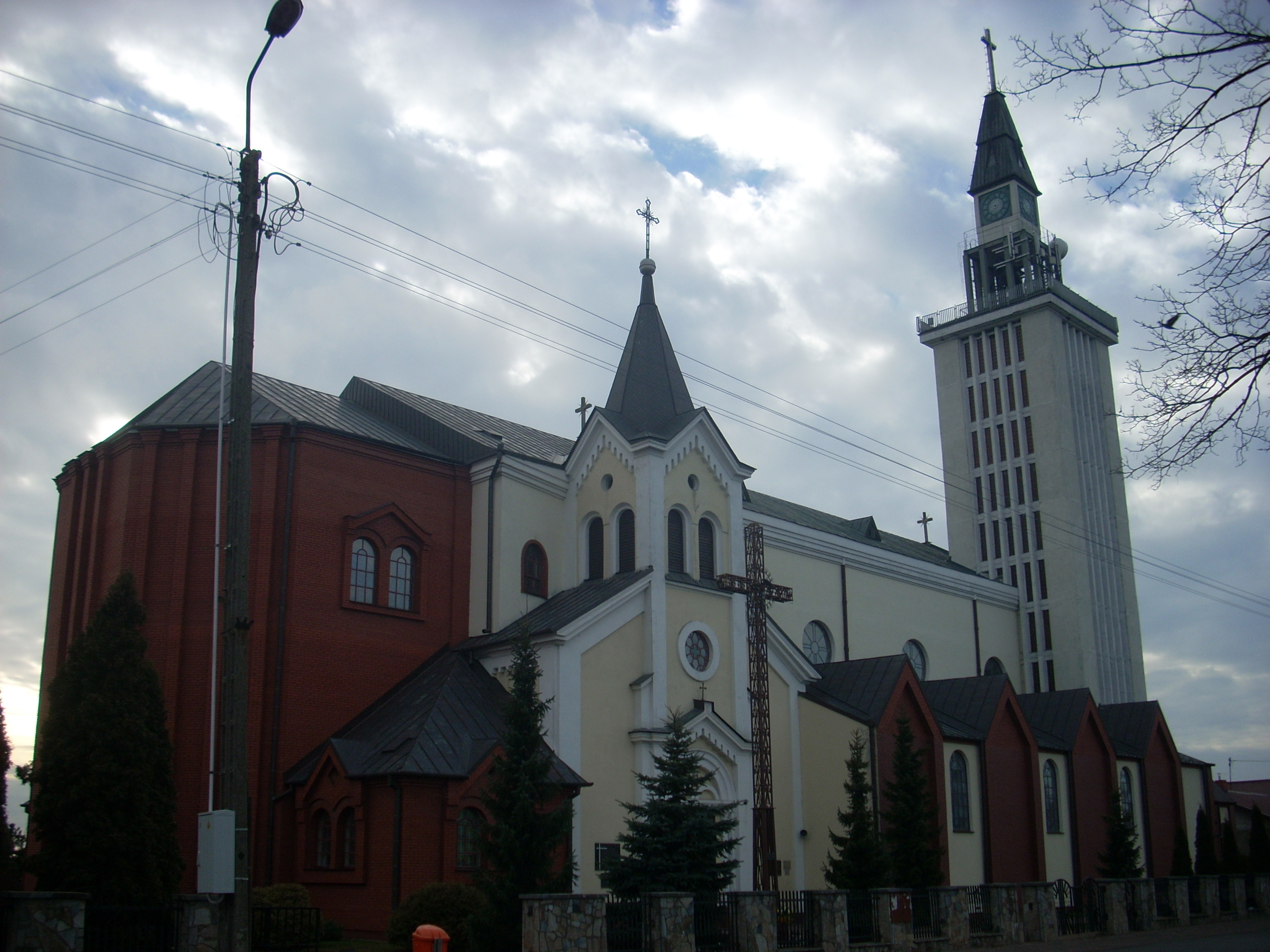
Église catholique de la Sainte Trinité.
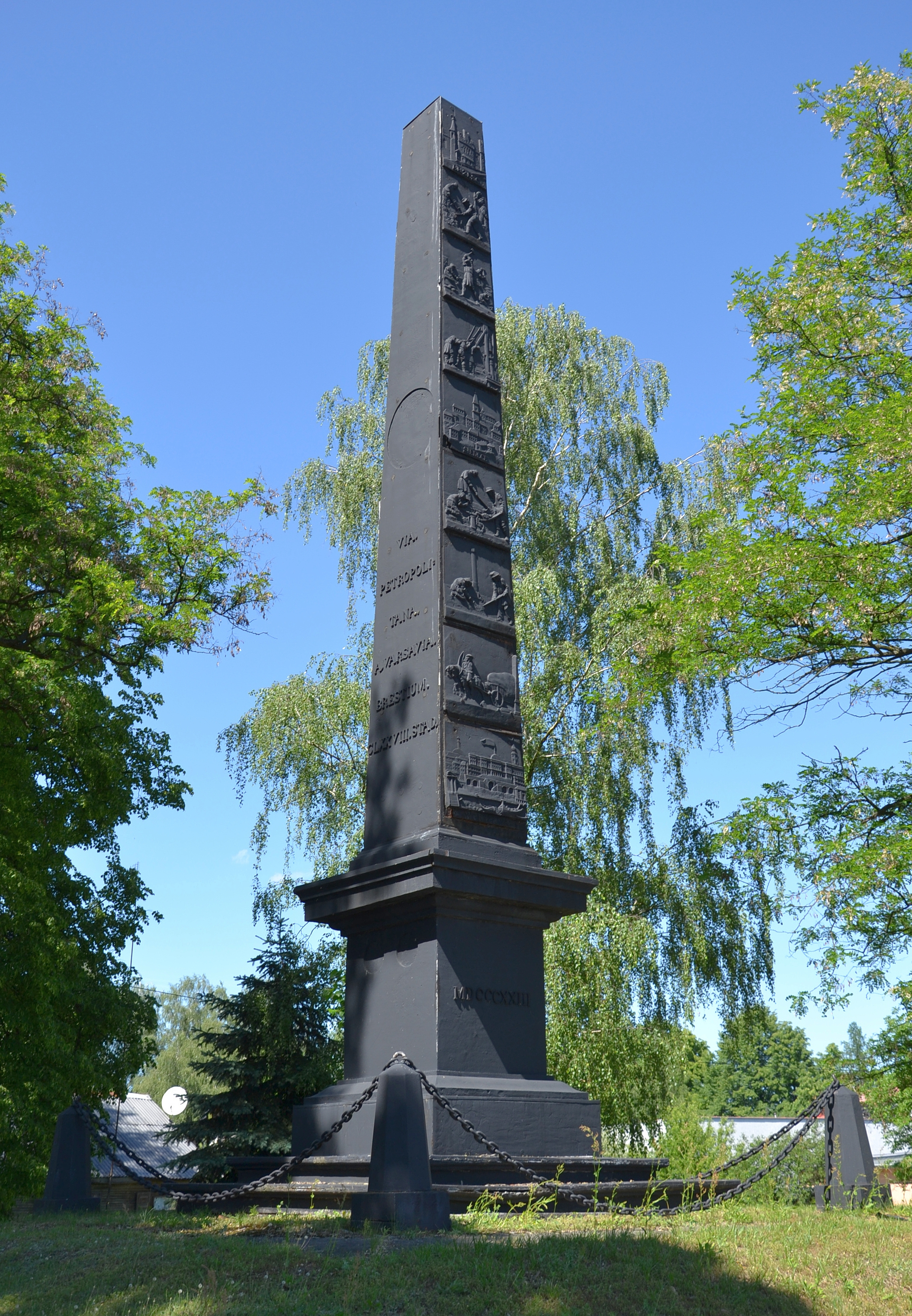
Monument à la construction de la route de Brest (de Varsovie à Brest).